# مارکو اشلیف
مارکو اشلیف (انگلیسی: Marco Schleef؛ زادهٔ ۱۵ ژانویهٔ ۱۹۹۹-) بازیکن فوتبال اهل آلمان است.